# Чебышёв, Сергей Сергеевич
Серге́й Серге́евич Чебышёв (1788—1856) — русский генерал, сенатор, участник Наполеоновских войн.

## Биография
Родился в 1788 году в Калужской губернии, воспитывался в 1-м кадетском корпусе, откуда в 1808 году выпущен прапорщиком в 24-й, а в 1809 году переведён в 29-й егерский полк.
В 1809 и 1810 гг. Чебышёв участвовал в Турецкой кампании, был в сражениях при Журже, Туртукае, Райграде, Рущуке и Никополе. В 1813 году, 8 января в чине поручика был назначен адъютантом к адмиралу Чичагову, а в феврале произведён в штабс-капитаны с переводом в Лейб-гвардии Егерский полк и назначен адъютантом к генерал-адъютанту князю Волконскому. Был в заграничных походах Русской армии; участвовал в сражениях под Лютценом, Бауценом, Дрезденом, Кульмом, Лейпцигом, при Бриенне, Фершампенуазе и Париже. За сражение при Лютцене был награждён орденом Св. Владимира 4-й степени с бантом и за битву под Лейпцигом получил золотую шпагу с надписью «За храбрость» и австрийский орден Леопольда 3-й степени, а также произведён в капитаны.
В мае 1816 года он был произведён в полковники, с переводом в Бородинский пехотный полк, а в августе того же года назначен командиром этого полка.
В 1826 году Чебышёв получил чин генерал-майора и был назначен командиром 1-й бригады 9-й (что впоследствии 7-я) пехотной дивизии и участвовал в Турецкой кампании 1828—1829 гг., в делах под Гирсовом, Янибазаром, Шумлой и Силистрией и был удостоен золотой шпаги с надписью «За храбрость» и с алмазными украшениями. За выслугу 25 лет получил 19 декабря 1829 года орден Св. Георгия 4-й степени (№ 4308 по списку Григоровича — Степанова).
В 1831 году, в Польскую кампанию, он участвовал в сражениях под Боремелем, при Лисабенях, за отличие в котором получил орден Св. Владимира 3-й степени, и нескольких других. Также он был награждён польским знаком отличия за военное достоинство (Virtuti Militari) 2-й степени.
В 1832 году он получил в командование 15-ю пехотную дивизию, а 6 декабря 1833 года произведён в генерал-лейтенанты.
Был пожалован в сенаторы 12 февраля 1849 года и присутствовал в 5-м департаменте Правительствующего сената.
Умер 6 (18) апреля 1856 года.
Среди прочих наград Чебышёв имел ордена Св. Анны 1-й степени (1832, императорская корона к этому ордену пожалована в 1839 году), Св. Владимира 2-й степени (1842) и Орден Белого орла (1846), а также австрийский орден Леопольда 3-й степени (1813).